# Exército de Deus (Myanmar)
Exército de Deus (birmanês:  ဘုရားသခင်၏ တပ်မတော်) foi um grupo insurgente cristão que se opunha à então junta militar de Mianmar (Birmânia).  O grupo, que era um desdobramento da União Nacional Karen, baseou-se na fronteira entre a Tailândia e a Birmânia e realizou uma série de audaciosas ações de guerrilha - incluindo uma suposta participação na tomada da embaixada de Mianmar em Bangcoc - durante os anos 1990 e início dos anos 2000. Eles foram descritos como terroristas. 